# Sentimentos eróticos
A colecção de desenhos artísticos Sentimentos Eróticos foi criada pelo escultor hiper-realista, de origem Angolana,Jorge Melício, durante as décadas de 80 e 90 do século XX, em Portugal, e caracterizam-se por desenhos em aguarela sobre papel.
Ao longo da sua criação tornou-se numa grande colecção de desenhos hiper-realistas, e é tida como uma referência para os apreciadores desse estilo artístico, tendo recebido criticas positivas de galerias de arte de renome.
Esta colecção é exibida regularmente, e por todo o mundo, e continua a crescer.

## Ver também

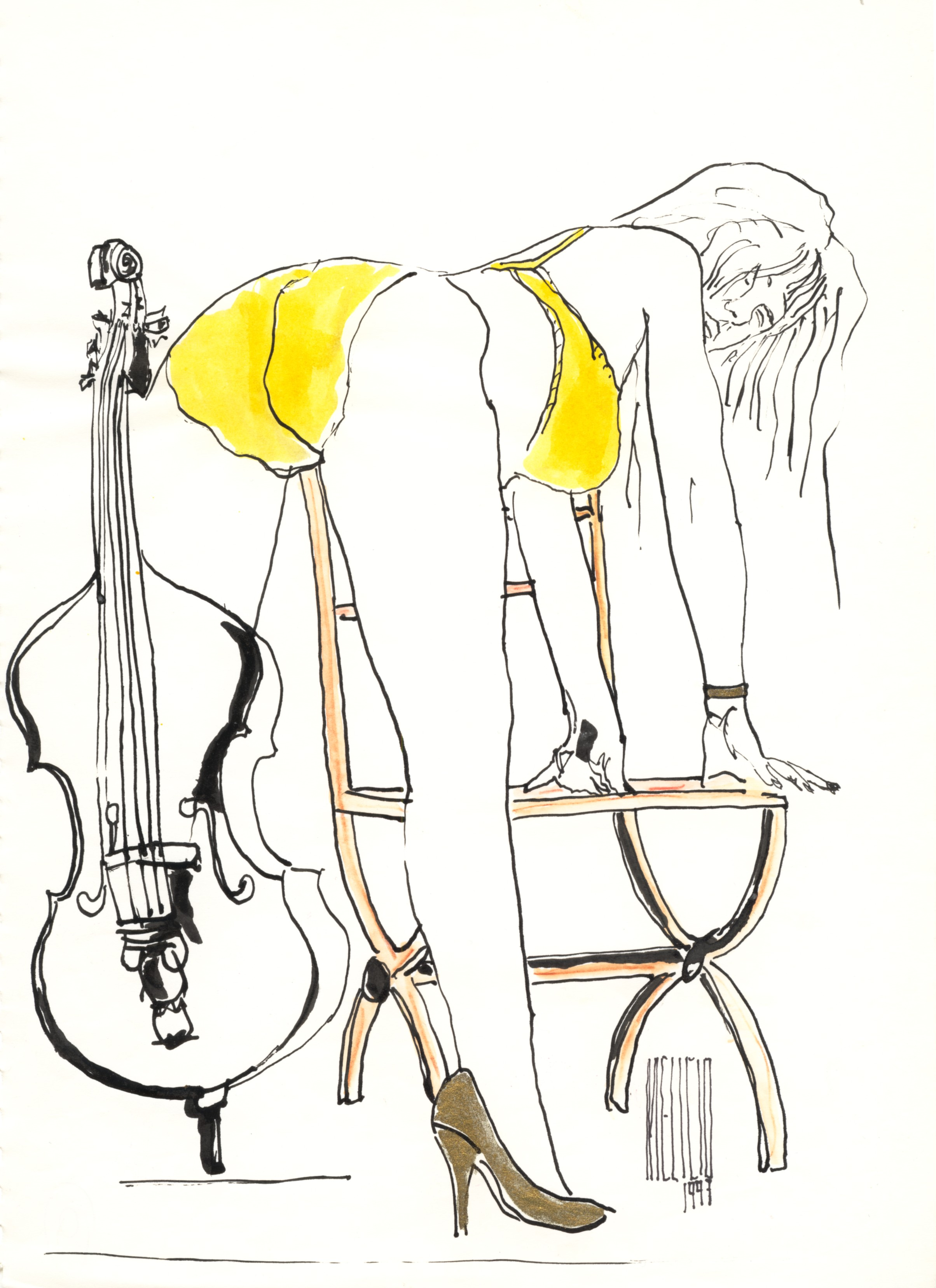
The Musician Girl

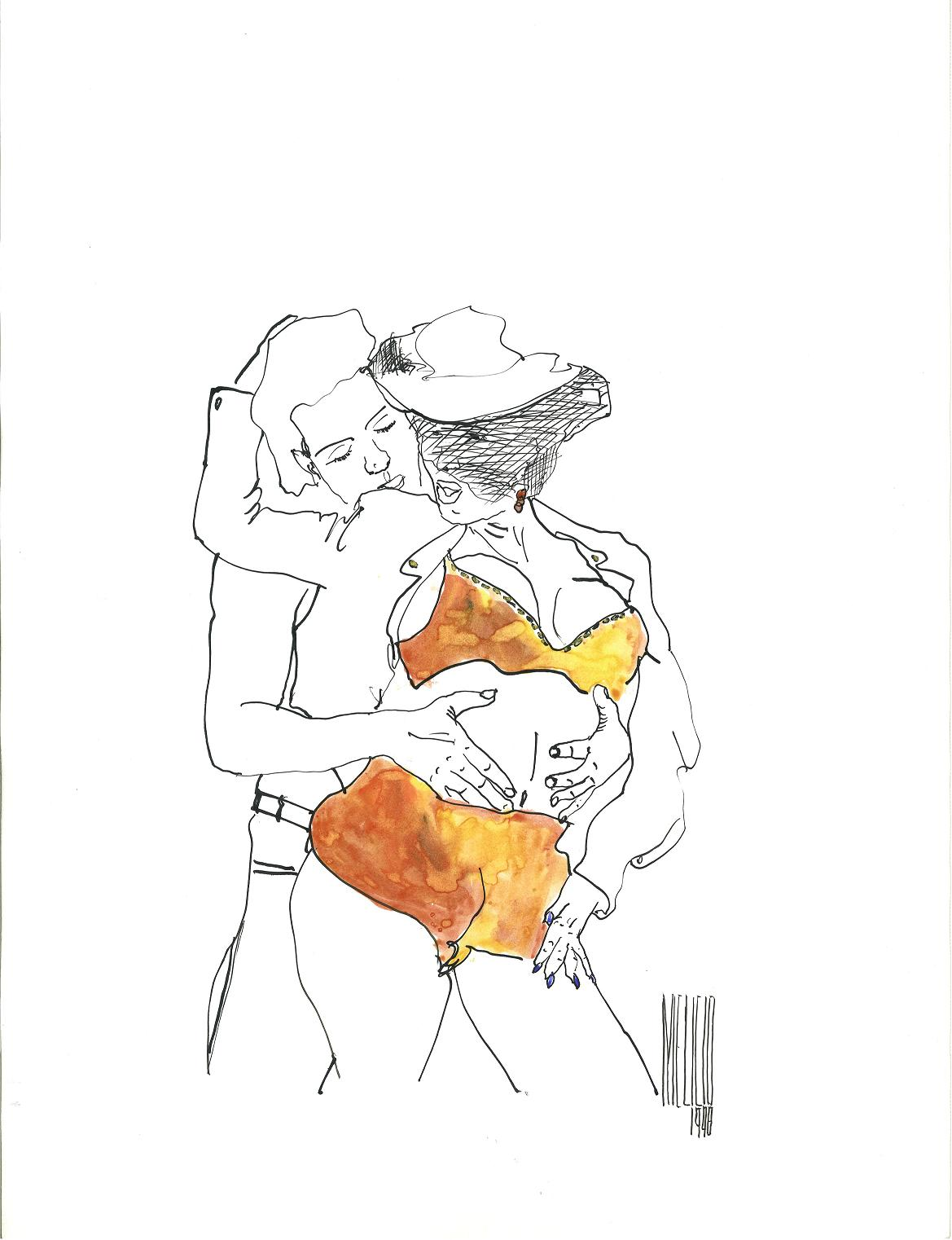
A tentação

## Ligações Externas
- O site de Jorge Melício
- Sentimentos Eróticos - Os desenhos famosos na Internet e as suas histórias